# Durgapur (Netrokona)
Durgapur è un sottodistretto (upazila) del Bangladesh situato nel distretto di Netrokona, divisione di Mymensingh. Si estende su una superficie di 293,42 km² e conta una popolazione di  224.873 abitanti (censimento 2011).